# Soera De Expansie
Soera De Expansie is een soera van de Koran.
De soera is vernoemd naar de expansie, de verruiming, van de borst, genoemd in de eerste aya. De soera maakt duidelijk dat last wordt weggenomen en verlichting wordt gegeven.

## Duiding
De soera lijkt gericht tot Mohammed.